# Kawauchi (metropolitana di Sendai)
Kawauchi (川内駅?, Kawauchi-eki) è una stazione della linea Tōzai della metropolitana di Sendai situata nel quartiere di Aoba-ku a Sendai, in Giappone.

## Storia
La stazione è stata inaugurata il 6 dicembre 2015 in concomitanza con l'apertura dell'intera linea. I lavori iniziarono nel 2006.

## Linee
■ Linea Tōzai

## Struttura
La stazione è dotata di un fabbricato viaggiatori di due piani e una superficie di circa 4300 metri quadrati, mentre in sotterranea sono presenti i binari, protetti da porte di banchina a metà altezza, con un marciapiede a isola.
| 1 | ■ Linea Tōzai | per Sendai e Arai         |
| 2 | ■ Linea Tōzai | per Yagiyama-Dōbutsu-Kōen |

## Stazioni adiacenti
| «              | Servizio    | »           |
| Linea Tōzai    | Linea Tōzai | Linea Tōzai |
| -------------- | ----------- | ----------- |
| Kokusai Center | -           | Aobayama    |